# Система автоматизации профессиональных услуг
Система автоматизации профессиональных услуг (PSA, PSA-система сокращение от англ. Professional services automation) — прикладное программное обеспечение, предназначенное для автоматизации организаций, оказывающих профессиональные услуги, в том числе консалтингового бизнеса, аудиторских компаний, юридических практик, архитектурных бюро, ИТ консультантов и пр.
Пользователи, знакомые с термином ERP, могут рассматривать PSA системы как ERP для консалтинга, поскольку PSA системы управляют ресурсами консалтинговых компаний: временем, проектами, ресурсами (сотрудниками) и финансами.

## Функции PSA-систем
Типичные PSA решения включают учет рабочего времени, управление проектами и ресурсами, клиентский биллинг. Часто PSA интегрируется с CRM, финансово-учетными и кадровыми системами для создания комплексных интегрированных решений, закрывающих основные операции компаний в секторе профессиональных услуг.
Особенностью учета рабочего времени в PSA системах является использование таймшитов – отчетов о рабочем времени за период.

## Цели внедрения PSA-систем
Цели внедрения PSA-систем лежат в области улучшения базовых показателей эффективности, применяемых компаниями в секторе профессиональных услуг:
- повышение утилизации (доли оплачиваемого или признаваемого полезным времени сотрудников);
- снижение себестоимости работ;
- повышение рентабельности проектов/работ;
- повышение точности сведений о рабочем времени;
- снижение утечек выручки.

## Рынок PSA-систем
Глобальный рынок Professional services automation оценивается в 6,65 млрд. USD по состоянию на 2015 г.
Распространенные решения: WorkPoint, ProjectMate, Projector PSA, Replicon, Harmony PSA и пр.
1. ↑  What is professional services automation (PSA)? - Definition from WhatIs.com (англ.). SearchITChannel. Дата обращения: 17 апреля 2019. Архивировано 17 апреля 2019 года.
2. ↑  KPI для профессиональных услуг. WorkPoint. Дата обращения: 17 апреля 2019. Архивировано 2 декабря 2021 года.
3. ↑  Professional Service Automation (PSA) Software Market Report, 2024 (англ.). www.grandviewresearch.com. Дата обращения: 17 апреля 2019. Архивировано 17 апреля 2019 года.